# Shioya (district)
Shioya (塩谷郡, Shioya-gun) is een district van de Japanse prefectuur Tochigi.
Op 1 april 2009 had het district een geschatte bevolking van 43.619 inwoners en een bevolkingsdichtheid van 177 inwoners per km². De totale oppervlakte bedraagt 246,89 km².

## Dorpen en gemeenten
- Shioya
- Takanezawa

## Geschiedenis
- Op 28 maart 2005 werden de gemeenten Kitsuregawa en Ujiie van het district Shioya samengevoegd tot de nieuwe stad Sakura.
- Op 20 maart 2006 werden de stad Imaichi en de gemeente Ashio van het district Kamitsuga, Fujihara en Kuriyama (beide van het district Shioya) aangehecht bij de stad Nikkō.

Steden:
Ashikaga · Kanuma · Mōka · Nasukarasuyama · Nasushiobara · Nikkō · Ōtawara · Oyama · Sakura · Sano · Shimotsuke · Tochigi · Utsunomiya (hoofdstad) · Yaita

Districten:
Haga · Kawachi · Nasu · Shimotsuga · Shioya
Gemeenten per district